# Grande Gette
Pour les articles homonymes, voir Gette.
La Grande Gette (Grote Gete en néerlandais, Djåce en wallon) est une rivière de Belgique, affluent de la Gette. Par la Dyle, le Rupel et le Démer ses eaux se jettent dans l'Escaut.

## Géographie
La Grande Gette naît à Perwez dans le Brabant wallon, arrose Aische-en-Refail, Perwez, Geest-Gérompont, Thorembais-les-Béguines, Glimes, Jauchelette, Jodoigne, Lumay puis, passant en Brabant flamand, elle traverse Hoegaarden et Tirlemont.
À Budingen section de la commune de Léau la Grande Gette et la Petite Gette s'unissent pour former ensemble la Gette.